# Trieste
 Der er for få eller ingen kildehenvisninger i denne artikel, hvilket er et problem. Du kan hjælpe ved at angive troværdige kilder til de påstande, som fremføres i artiklen.

Trieste er en havneby i det nordøstlige hjørne af Italien med 198.417(2023) indbyggere. Byen ligger ved grænsen til Slovenien og er hovedstad i den selvstyrende region Friuli-Venezia Giulia og i Provinsen Trieste.
Trieste blev en del af kejserriget Østrig i 1700-tallet og forblev under østrigsk og østrig-ungarsk kontrol indtil 1918. Fra 1849 til 1918 var Trieste fri rigsstad og stod dermed direkte under kejseren. Efter Italiens nederlag i 2. Verdenskrig blev Trieste og området omkring byen benævnt Fristaten Trieste og var under de allieredes kontrol frem til 1954.
Byen var dobbeltmonarkiets vigtigste havn, men også center for litteratur og musik.

## Lokaltrafik
I Trieste kan man køre i en hybrid-sporvogn: en normal sporvogn, som tillige er en kabelbane. Banen hedder Tranvia di Opicina og forbinder byens centrum med Opicina-kvarteret, der ligger højt hævet over byen.

## Galleri
- Trieste.
- Kanal i Trieste.
- Miramare slot
- Rådhuset i Trieste.